# Uncertain (Texas)
Uncertain város az Amerikai Egyesült Államok Texas államában, Harrison megyében. Lakosainak száma 85 fő (2020. április 1.).

## Népesség
A település népességének változása:
| Lakosok száma | 150  | 94   | 85   |
|               | 2000 | 2010 | 2020 |